# (33794) 1999 TR2
1999 TR2 (asteroide 33794) é um asteroide da cintura principal. Possui uma excentricidade de 0.05005230 e uma inclinação de 22.81654º.
Este asteroide foi descoberto no dia 2 de outubro de 1999 por Charles W. Juels em Fountain Hills.